# キャンディー浅田
キャンディー浅田（ - あさだ）は日本のジャズ・シンガー。

## 略歴
大阪府出身。関西外国語短期大学米英語学科を卒業した後に、芸能界に入る。NHKのヤング101に第4期生の一人として加入して、NHK総合テレビジョンの音楽番組『ステージ101』に1973年10月21日から番組が終了する1974年3月まで出演した。
その後ジャズ歌手となり、大塚善章、世良譲、秋満義孝といったジャズ演奏家らとのライブ・セッションを繰り広げ、毎年秋季に開催される「神戸ジャズストリート」などのジャズ・コンサート・フェスティバルにも多数出演している他、関西を中心にラジオ番組のパーソナリティーとしても活動をしている。

## 出演番組
- 「セッション（西暦）」（NHK FMラジオ）
- 「ザッツミュージック」（NHK総合テレビジョン）
- 「ステージ101」（同上） – ヤング101（1973年10月21日 - 1974年3月31日）
- 「わが心のスタンダード」（同上）
- 「お元気ですか　キャンディー浅田です」（ABCラジオ）
- 「日本列島ズバリリクエスト」（近畿放送）
- 「ギターは歌う」（FM大阪）
- 「神戸ジャズタイム」（ラジオ関西）